# فورت پیرس شمالی (فلوریدا)
فورت پیرس شمالی (به انگلیسی: Fort Pierce North) یک منطقهٔ مسکونی در ایالات متحده آمریکا است که در شهرستان سنت لوسی، فلوریدا قرار دارد. فورت پیرس شمالی ۱۱٫۸ کیلومتر مربع مساحت و ۶٬۴۷۴ نفر جمعیت دارد.